# Macénites
Les Macénites (Makanitae, Massenas), sont une ancienne tribu berbère située en Maurétanie tingitane. 
Voisins de la tribu des Bavares, ils s'allient en 168 aux Baquates — auxquels ils sont constamment associés dans la littérature antique et avec lesquels ils forment le grand peuple du Moyen Atlas antique  — pour menacer Volubilis. Ils constituent la gens la plus méridionale de la région citée dans les listes de Ptolémée.  
L'inscription sur un autel de la paix datant des années 173-175 trouvé dans le faubourg ouest de Volubilis, non loin du canal, atteste que le gouverneur de Tingitane conféra avec « Ucmetius, prince des Macénites et des Baquates ».
Le géographe Julius Honorius les nomme erronément « Salamaggenites » par confusion avec le nom du fleuve Sala et Dion Cassius positionne le mont Atlas « dans le Macénitide, près de l'Océan, vers le Couchant » où il situe tout aussi erronément les sources du Nil.   
Leur souvenir est peut-être conservé dans le nom de la tribu berbère des Meknassas et dans celui de la ville de Meknès.  

## Sources
Ils sont connus notamment par Claude Ptolémée, Dion Cassius et l'Itinéraire d'Antonin ((A Tingi Mauretania, id est ubi Bacuates et Macénites barbari morantur, per maritima loca, Cartaginem usque).
Ils sont aussi mentionnés dans le Liber generationis d'Hippolyte de Rome.